# Хутор-Лес (Наровлянский район)
Хутор-Лес (бел. Хутар-Лес) — упразднённая деревня в Вербовичском сельсовете Наровлянского района Гомельской области Беларуси.
На западе и юге граничит с лесом.
В связи с радиационным загрязнением после катастрофы на Чернобыльской АЭС жители (42 семьи) переселены в 1986 году в чистые места.

## География

### Расположение
На территории Полесского радиационно-экологического заповедника.
В 45 км на юго-восток от Наровли, 70 км от железнодорожной станции Ельск (на линии Калинковичи — Овруч), 223 км от Гомеля.

## Транспортная сеть
Транспортные связи по просёлочной, а затем автодороге Довляды — Хойники. Планировка состоит из прямолинейной улицы, ориентированной с юго-запада на северо-восток, к которой присоединяется с северо-запада прямолинейная, редко застроенная улица. Жилые дома деревянные, усадебного типа.

## История
Известна с начала XX века, когда тут начали размещать свои хутора переселенцы из соседних деревень. Наиболее интенсивная застройка приходится на 1920-е годы. В 1931 году жители вступили в колхоз. Во время Великой Отечественной войны 6 жителей погибли на фронте. Согласно переписи 1959 года входила в состав совхоза «Припять» (центр — деревня Вепры, в 1986 году центр — деревня Довляды).

## Население

### Численность
- 1986 год — жители (42 семьи) переселены.

### Динамика
- 1959 год — 193 жителя (согласно переписи).
- 1986 год — жители (42 семьи) переселены.